# Elasmolomus v-album
Elasmolomus v-album är en insektsart som först beskrevs av Carl Stål 1859.  Elasmolomus v-album ingår i släktet Elasmolomus och familjen Rhyparochromidae. Inga underarter finns listade i Catalogue of Life.